# مسجد قباء
مَسْجِدُ قُبَاءٍ أول مسجد بُني في الإسلام، وأول مسجد بُني في المدينة النبوية، ومن حيثُ الأوليةُ فإن المسجد الحرام أول بيت وُضِعَ للناس ومسجد قُباء أول مسجد بناه المسلمون، وهو أيضًا أكبر مساجد المدينة بعد المسجد النبوي. يقع المسجد إلى الجنوب من المدينة المنورة، وبناه النبي محمد ﷺ حين هاجر من مكة متوجهًا إلى المدينة، وقد اهتمَّ المسلمون من بعده بعِمارة المسجد في العصور التالية، فجدَّده عثمان بن عفان، ثم عمر بن عبد العزيز في عهد الوليد بن عبد الملك، وتتابع الخلفاءُ من بعدهم على توسيعه وتجديد بنائه؛ وقام السلطان قايتباي بتوسعته، ثم تبعه السلطان العثماني محمود الثاني وابنه السلطان عبد المجيد الأول، حتى كانت التوسعة الأخيرة في عهد الدولة السعودية.
قام الملك فهد بن عبد العزيز آل سعود بوضع حجر الأساس لتوسعة المسجد في عام 1405 هـ، وانتهت أعمالُ التوسعة عام 1407 هـ، بلغت مساحة المصلَّى وحدَه 5000 متر مربع، وبلغت المساحة التي يشغلها مبنى المسجد مع مرافق الخدمة التابعة له 13500 متر مربع، وأصبح يستوعب 20.000 مصلٍّ.
في رمضان 1443هـ أعلن وليُّ العهد الأمير محمد بن سلمان بن عبد العزيز آل سعود إطلاقَ أكبر توسعة في تاريخ مسجد قُباء، وتطوير المِنطَقة المُحيطة به، ووجَّه بتسمية المشروع باسم خادم الحرمين الشريفين الملك سلمان بن عبد العزيز ويهدِفُ إلى رفع المساحة الإجمالية للمسجد إلى 50 ألفَ متر مُربع، بطاقةٍ استيعابية تصلُ إلى 66 ألف مُصلٍّ.
وصارت أبوابُ مسجد قُباء تُفتَح طَوالَ اليوم بدءًا من ليلة 14 ربيع الآخر 1440هـ، إنفاذًا لتوجيهات الملك سلمان.
لمسجد قُباء فضلٌ عظيم، فقد وردَ فيه قولُ الرسول محمد ﷺ: «من تطهَّر في بيتِه ثمَّ أتَى مَسجِدَ قُباء وصَلَّى فيه، كان له كأجرِ عُمرة». وورد في صحيح البخاري وصحيح مسلم أن النبيَّ كان يأتي مسجد قُباء كلَّ سبت ماشيًا وراكبًا، فيصلِّي فيه ركعتَين.

## التسمية
ذكر أبو عبد الله ياقوت الحموي في كتابه معجم البلدان أن قُباء: أصله اسم بئر وعُرفت القرية بها، وهي مساكنُ بني عمرو بن عَوف، وسُمي المسجد بمسجد قُباء لأن النبي محمد ﷺ في طريقه إلى المدينة مرَّ على ديار بني عَمرو بن عَوف وبنَى بها مسجدًا فسُمِّي مسجدَ قُباء.

## الموقع

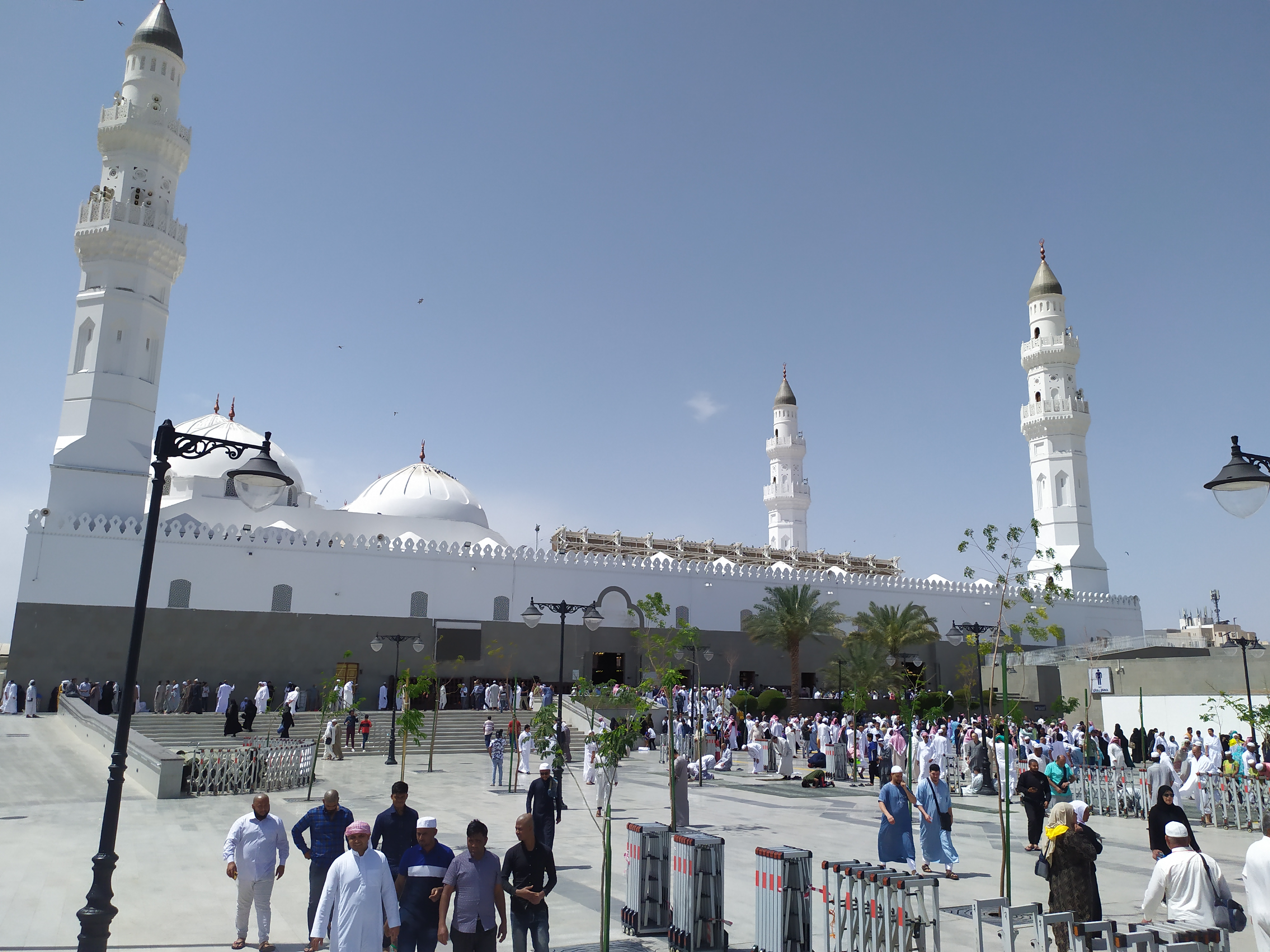
مسجد قباء أثناء الصلاة

يقع مسجد قباء في البقعة التاريخية المقدسة لدى المسلمين حيث بنى الرسول محمد في الأيام الأولى لهجرته إلى المدينة أول مسجد في تاريخ الإسلام في الجنوب الغربي من المدينة المنورة، يبعد المسجد مسافة 3.5 كيلومترات عن المسجد النبوي الشريف، ويبعد أيضاً عن المسجد النبوي الشريف مقدار نصف ساعة بالمشي المعتدل.

## البناء

### العهد النبوي
قباء هذه ضاحية من ضواحي المدينة المنورة، تقع في الجهة الجنوبية الغربية الموالية لمكة، على طريقها المسمى طريق الهجرة، وهو الطريق الذي سلكه النبي محمد عندما خرج من مكة، واتجه صوب المدينة مهاجراً إليها وبرفقته أبو بكر الصديق، وقد كان جمهور الأنصار من أهل المدينة قد تلقوا رسول الله بظاهر المدينة في الحرة فرحين به مسلمين عليه وعلى صاحبه، فعدل الرسول ذات اليمين حتى نزل بقباء، وأقام في دار بني عمرو بن عوف، وذلك في يوم الاثنين لاثنتي عشرة ليلة خلت من شهر ربيع الأول، وكان نزوله عند كلثوم بن الهدم شيخ بني عمرو بن عوف، ومكث عنده أربعة أيام يوم الإثنين ويوم الثلاثاء ويوم الأربعاء ويوم الخميس - وقيل بضع عشرة ليلة - وأسس خلالها بقباء المسجد الذي أُسِّسَ على التقوى وصلى فيه.
وقد وضع النبي محمد أساس المسجد، وقام بالمشاركة الشخصية في بنائه، وسارع الصحابة المهاجرون منهم والأنصار في إعماره، حتى قامت بنيته وعلا كعبه، وروى ابن زبالة في كتاب خبار المدينة أنه كان لكلثوم بن هدم بقباء مِرْبد (المربد: الموضع الذي يبسط فيه التمر لييبس) فأخذه منه الرسول فأسسه وبناه مسجداً، وروى يونس بن بكير في زيادات المغازي عن المسعودي عن الحكم بن عتيبة قال: لما قدم النبي فنزل بقباء قال عمار بن ياسر: ما لرسول الله بد من أن يجعل له مكاناً يستظل به إذا استيقظ ويصلي فيه، فجمع حجارة فبنى مسجد قباء فهو أول مسجد بني.
وفي المعجم الكبير لصاحبه الطبراني عن جابر بن سمرة قال: لما سأل أهل قباء النبي أن يبني لهم مسجد قال الرسول: ليقم بعضكم فيركب الناقة (أي ناقته التي هاجر عليها)، فقام أبو بكر الصديق فركبها فحركها فلم تنبعث فرجع، فقام عمر بن الخطاب فركبها فلم تنبعث فرجع، فقال رسول الله لأصحابه: ليقم بعضكم فيركب الناقة، فقام علي بن أبي طالب فلما وضع رجله في غرز الركاب وثبت به، فقال رسول الله: أرخ زمامها وابنوا على مدارها فإنها مأمورة.
وعن الصورة المفصلة لوضع أساس المسجد وقت بنائه روى الطبراني عن جابر قال: لما قدم رسول الله المدينة قال لأصحابه: انطلقوا بنا إلى أهل قباء نسلم عليهم، فأتاهم فسلم عليهم فرحبوا به، ثم قال: يا أهل قباء ائتوني بأحجار من هذه الحرة، فجمعت عنده أحجار كثيرة ومعه عنزة له (وهي عصا مثل نصف الرمح لها سنان مثل سنانه) فخط قبلتهم، فأخذ حجراً فوضعه رسول الله، ثم قال: يا أبو بكر خذ حجراً فضعه إلى حجري، ثم قال: يا عمر خذ حجراً فضعه إلى جنب حجر أبي بكر، ثم قال: يا عثمان خذ حجراً فضعه إلى جنب حجر عمر، ثم التفت إلى الناس فقال: ليضع كل رجل حجره حيث أحب على ذلك الخط، كما روى الطبراني في المعجم الكبير عن الشموس بنت النعمان قالت: نظرت إلى رسول الله حين قدم وأُنزل وأسس هذا المسجد مسجد قباء، فرأيته يأخذ الحجر أو الصخرة حتى يهصره الحجر (أي يقيمه ويضمه إليه لثقله) وأنظر إلى بياض التراب على بطنه أو سُرّته، فيأتي الرجل من أصحابه ويقول: بأبي وأمي يا رسول الله أعطني أَكْفِك فيقول: لا خذ مثله، ويرجح أن يكون المسقط الأصلي عبارة عن قطعة أرض مربعة، أحيطت بسور من الحجر أُخذ من الحرة المجاورة، ومن المؤكد أنه لم يكن به أروقة مغطاه عند الإنشاء، حيث إن الفترة التي قضاها الرسول في قباء كانت قصيرة ولم تتجاوز أربعة أيام، ولا تسمح بعمل سقيفة.

### عهد الخلافة الراشدة
لما كانت خلافة أمير المؤمنين عثمان بن عفان، قام بتجديد مسجد قباء، وزاد فيه وحسنه، وذلك أسوة بما فعله بالمسجد النبوي الشريف، إلا أنه لم يخرجه عن صورته البسيطة التي كان عليها المسجد في بنائه الأول من قِبل الرسول.

### العهد الأموي
بقي مسجد قباء على حاله منذ توسعة عثمان بن عفان حتى كانت أيام حكم الوليد بن عبد الملك، والذي قام بعمارة العديد من المساجد والآثار الإسلامية في البلاد الإسلامية، وكان مولعاً بذلك ناشطاً فيها، فأوعز إلى وإليه على المدينة المنورة ابن عمه عمر بن عبد العزيز الذي تولى إمارتها في الفترة (87 هـ ـ 93 هـ) بأن يجدد بناء مسجد قباء وأن يعتني به، فقام عمر بن عبد العزيز بتنفيذ تلك التعليمات، وأتم تنميق المسجد وتوسعته، وهو أول من شيد له مئذنة، وجعل له رحبة وأروقة حول صحن المسجد تقوم على أعمدة حجرية، وقد جاءت زيادة الوليد بن عبد الملك في مسجد قباء من جهة القبلة.

### توسعات متفرقة

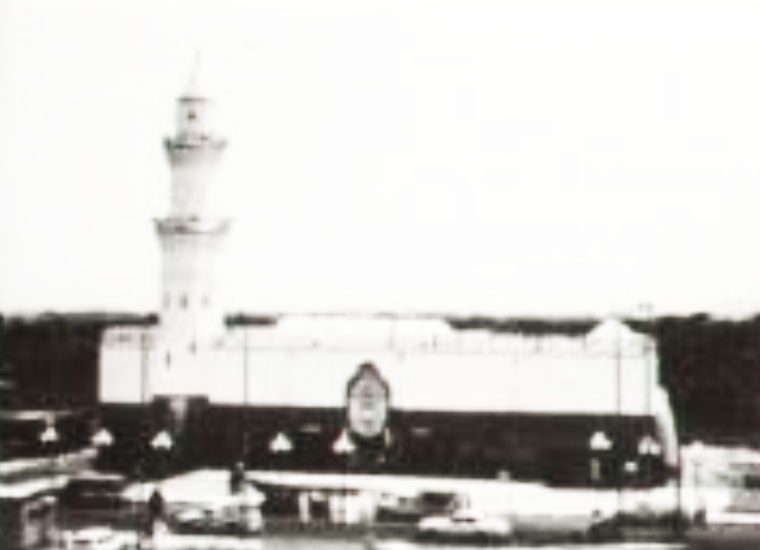
مسجد قباء قديماً.

وفي سنة 435 هـ قام الشريف أبو يعلي أحمد بن الحسن بعمارة مسجد قباء، كما هو مسجلاً في حجر منقوش بالخط الكوفي القديم موضوع فوق المحراب، ثم جرى تجديده من قبل جمال الدين الأصفهاني وذلك في عام 555 هـ، ثم جرت بعد ذلك عدة تجديدات لمسجد قباء وذلك في الأعوام 671 هـ وعام 733 هـ وعام 840 هـ وعام 881 هـ، وقد نقل وصف مبسط عن بناء المسجد في هذه الفترة وما قبلها، فقد ذكر إبراهيم بن إسحاق الحربي في كتابه المناسك وأماكن طرق الحج ومعالم الجزيرة قال: ذرع مسجد قباء ست وثلاثون ذراعاُ وشبر (18 متر تقريباً)، وعرضه وطوله سواء وهو مربع، وطول جداره في السماء تسع عشرة ذراعا (9 أمتار)، وطول رحبته التي في جوفه أي صحن المسجد خمسون ذراعاً (25 مترا)، وعرضها عشرون ذراعاً (13 متر)، وطول منارة المسجد حينذاك خمسون ذراعاً (25 متر)، وعرضها تسعة أذرع وشبر (4.5 متر) في تسع أذرع، وفيه ثلاثة أبواب، وفيه تسع وثلاثون أسطوانة (عموداً).
وقام السلطان قايتباي سلطان المماليك البرجية بتجدد بناء المسجد النبوي الشريف، واعتنى في نفس الوقت عناية خاصة بمسجد قباء فجدد بناءه، وأضاف إليه محراباً جديداً صنع من الرخام، وقد بقيت صورة المسجد على ما بناه السلطان قايتباي، رغم التجديدات المتكررة التي كانت بعده، ومنها عمارة حدثت في عهد السلطان العثماني محمود الثاني سنة 1245 هـ وابنه السلطان عبد المجيد الأول، حيث قام السلطان محمود الثاني ببناء منارة بديعة لمسجد قباء، أكملت في أيام السلطان عبد المجيد الأول، وعندما أهدى السلطان العثماني مراد الخامس إلى المسجد النبوي منبراً فخماً في عام 998 هـ، نُقل المنبر القديم الذي صنع في توسعة السلطان قايتباي من المسجد النبوي ووضع في مسجد قباء.

### العهد السعودي
في عام 1388 هـ وفي عهد الملك فيصل بن عبد العزيز، جدد بناء مسجد قباء تجديداً قيماً وبخاصة في جدرانه الخارجية، وتم زيادة رواقه من الناحية الشمالية الموالية لجهة المدينة المنورة مع مدخل خاص للنساء، وأدخلت المئذنة في نطاق المسجد بعد أن كانت منفصلة عنه في الركن الشمالي الغربي، وقد كلف ذلك التجديد قرابة 800 ألف ريال سعودي، فأصبح بعد ذلك مربع الشكل، طوله وعرضه 40 متر.

#### توسعة الملك فهد

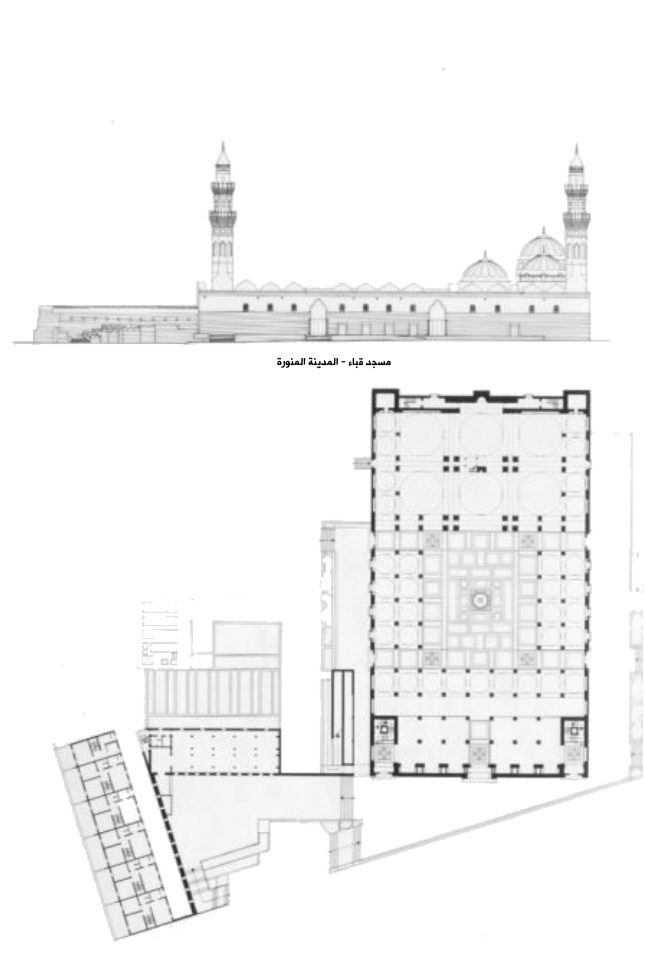
تصميم المسجد.

قامت وزارة الحج السعودية (وزارة الحج والعمرة حالياً) آن ذاك بتعمير مسجد قباء وتجديده وفرشه مع الحفاظ على الطراز المعماري الإسلامي الخاص به، حتى كانت توسعته التاريخية والتي أتت على يد الملك فهد بن عبد العزيز آل سعود ملك المملكة العربية السعودية، وقد تم توسعة المسجد ليستوعب عشرين ألف مصل، ووزارة الحج (السعودية) آن ذاك قامت بنزع ملكية الأراضي والعقارات المحيطة بالمسجد، وتم اسناد مهمة تصميم المسجد للمعماري عبد الواحد الوكيل، وفي يوم الخميس 8 صفر 1405 هـ الموافق 3 نوفمبر 1984 وضع الملك فهد بن عبد العزيز آل سعود حجر الأساس للبدء في التوسعة، التي استمرت لمدة سنتين حتى كان يوم 28 صفر 1407 الموافق 2 نوفمبر 1986، والذي كان فيه افتتاح المسجد بتوسعته الجديدة.
أصبح مسجد قباء بعد التوسعة مستطيل الشكل بعد أن كان مربع الشكل، وقد روعي في تصميم المسجد أن يكون به فناء داخلي يتوسط المسجد تفتح عليه جميع المداخل، وخصص الجزء الشمالي منه ليكون مصلىً للنساء بمداخل منفصلة عن مداخل الرجال، وهو من دورين حتى يتسع لأكبر عدد من مرتادات المسجد للصلاة فيه وأصبح يتسع لحوالي 7000 مصلية من النساء.
للمسجد 4 مآذن ويحتوي على 56 قبة، وملحق به سكن للأئمة والمؤذنين ومكتبة، وتبلغ مساحة أرض المسجد 13500 متر مربع، ومساحة مباني المسجد 5860 متر مربع، ويوجد به أربع منارات.
سقف المسجد على شكل سلسلة من القباب عددها 62 قبة، القبة الرئيسية يبلغ ارتفاعها 25 متر، ويحيط بها خمس قباب ارتفاع كل واحدة منها 20 متر، وباقي القباب يبلغ ارتفاعها 12 متر، أما عدد أبواب المسجد فتبلغ 7 مداخل رئيسة وعدد 12 مدخلاً فرعياً، ويوجد سكن لمنسوبي المسجد، ويشتمل على قسمين كل واحد منها يبلغ مساحته 172 متر مربع مخصصة للائمة والمؤذنين، ويوجد سكن للحرس مساحته 112 متر مربع، وأُلحق بالمسجد سوق تجاري مساحته 450 متر مربع وبه 12 محل، وفي المسجد دورات مياه للرجال عددها 64 دروة مياه، ومساحاتها الإجمالية 182 متر مربع، ووحدات للوضوء عددها 34 وحدة، مساحتها 124 متر مربع، ودورات مياه للنساء عددها 32 دورة مياه بمساحة 91 متر مربع، وحدات تحتوي على 42 وحدة بمساحة 164 متر مربع، يتم تبريد المسجد عن طريق ثلاث وحدات مركزية قدرة كل وحدة مليون وثمانين ألف وحدة حرارية.

#### توسعة الملك سلمان

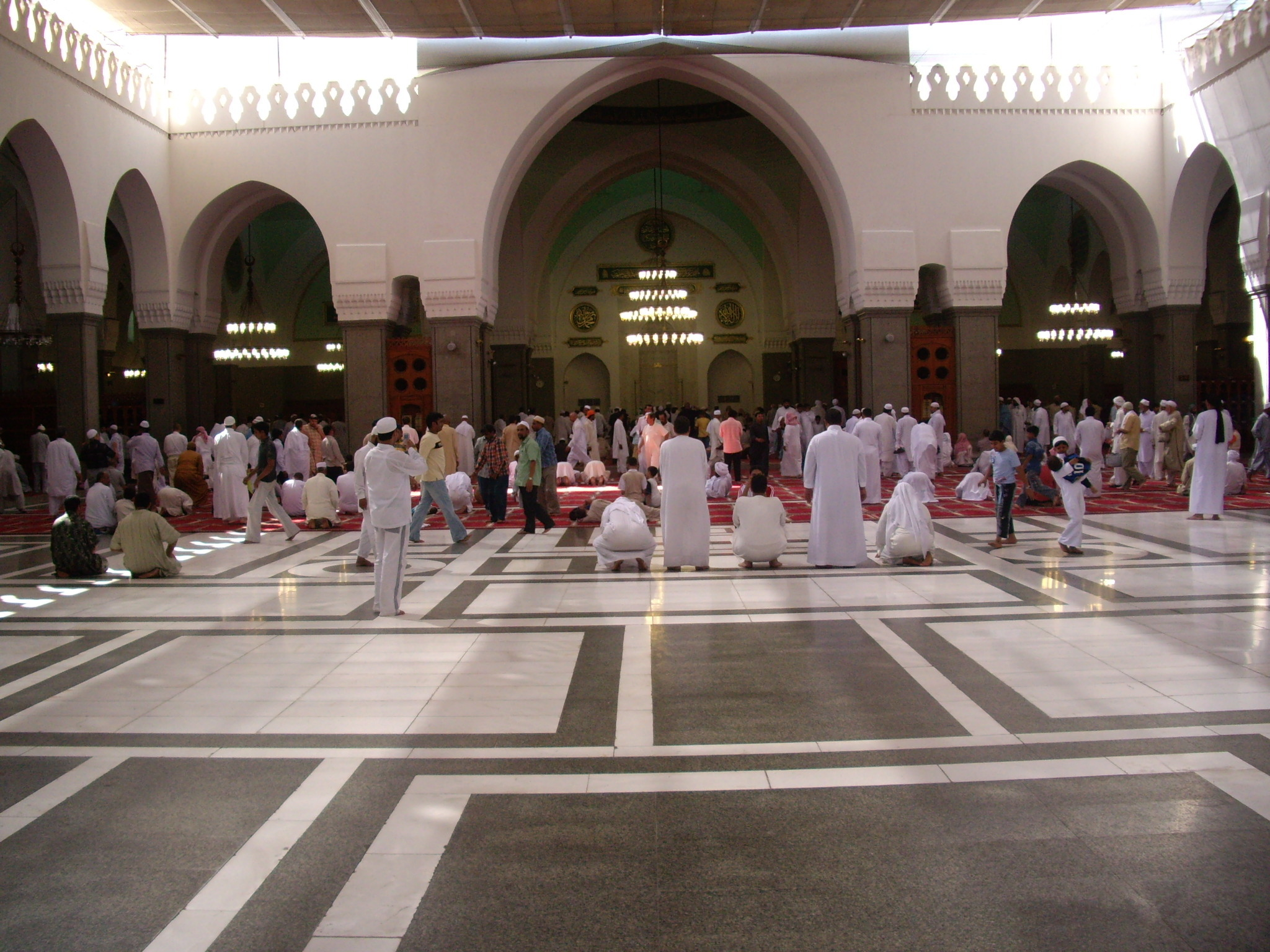
مسجد قباء من الداخل

بتاريخ 7 رمضان 1443هـ الموافق 08 أبريل 2022 م أعلن ولي العهد الأمير محمد بن سلمان بن عبدالعزيز آل سعود إطلاق أكبر توسعة في تاريخ مسجد قباء، وتطوير المنطقة المُحيطة به، ووجّه بتسمية المشروع باسم خادم الحرمين الشريفين الملك سلمان بن عبد العزيز.
ويهدف مشروع الملك سلمان لتوسعة مسجد قباء وتطوير المنطقة المُحيطة به، إلى رفع المساحة الإجمالية للمسجد لـ 50 ألف متر مُربع بواقع 10 أضعاف مساحته الحالية البالغة 5.035 مترًا مُربعًا، وبطاقة استيعابية تصل إلى 66 ألف مُصلٍ، إذ يُعد المشروع أكبر توسعة في تاريخ مسجد قباء مُنذ إنشائه في السنة الأولى من الهجرة.
ويرتكز المشروع على ربط مسجد قباء الحالي بساحات مظللة من الجهات الأربع متصلة وظيفيًا وبصريًا بمصليات مستقلة غير ملاصقة بنائيًا لمبنى المسجد الحالي مع توفير الخدمات اللازمة كافة والتابعة للمسجد، كما سيتم رفع كفاءة مبنى المسجد القائم حاليًا بمنظومة الخدمات المصاحبة له وتحسين شبكة الطرق والبنية التحتية المحيطة لرفع كفاءة التفويج وسهولة الوصول للمسجد وإيجاد حلول جذرية للزحام وتعزيز أمن وسلامة المصلين، إضافة إلى تطوير وإحياء عدد من جملة المواقع والآثار النبوية ضمن نطاق المسجد وساحاته.
ويرفع المشروع كفاءة هذا المعلم التاريخي الإسلامي بهدف إثراء تجربة الزائر التعبدية والثقافية عبر المواقع التاريخية، كما يشتمل المشروع على تطوير وإحياء المواقع التاريخية لتشمل 57 موقعًا تغطي العديد من الآبار والمزارع والبساتين وتربط ثلاثة مسارات نبوية.

### نقل مهمة الإشراف على مسجد قباء
في مارس 2023 نُقلت مهمة الإشراف على مسجد قباء وتشغيله إلى هيئة تطوير منطقة المدينة المنورة بدلاً من وزارة الشؤون الإسلامية والدعوة والإرشاد.

## أحداث تتعلق بالمسجد

### مسجد أسس على التقوى
أنزل الله في سورة التوبة: ﴿وَالَّذِينَ اتَّخَذُوا مَسْجِدًا ضِرَارًا وَكُفْرًا وَتَفْرِيقًا بَيْنَ الْمُؤْمِنِينَ وَإِرْصَادًا لِمَنْ حَارَبَ اللَّهَ وَرَسُولَهُ مِنْ قَبْلُ وَلَيَحْلِفُنَّ إِنْ أَرَدْنَا إِلَّا الْحُسْنَى وَاللَّهُ يَشْهَدُ إِنَّهُمْ لَكَاذِبُونَ ۝١٠٧ لَا تَقُمْ فِيهِ أَبَدًا لَمَسْجِدٌ أُسِّسَ عَلَى التَّقْوَى مِنْ أَوَّلِ يَوْمٍ أَحَقُّ أَنْ تَقُومَ فِيهِ فِيهِ رِجَالٌ يُحِبُّونَ أَنْ يَتَطَهَّرُوا وَاللَّهُ يُحِبُّ الْمُطَّهِّرِينَ ۝١٠٨﴾.
وفيه أن بني عمرو بن عوف لما بنوا مسجد قباء وكان يأتيهم رسول الله محمد ويصلي فيه، وحسدهم بنو غنم بن عوف وقالوا: نبني مسجداً ونرسل إلى رسول الله يصلي فيه ويصلي فيه أبو عامر الراهب إذا قدم من الشام ليثبت لهم الفضل والزيادة على إخوانهم، وأبو عامر هو الذي سماه النبي بالفاسق، وقال الرسول: لا أجد قوما يقاتلونك إلا قاتلتك معهم، فلم يزل يقاتله الرسول إلى غزوة حنين فلما انهزمت هوازن خرج أبو عامر هاربا إلى الشام وأرسل إلى المنافقين أن استعدوا بما استطعتم من قوة وسلاح فإني ذاهب إلى قيصر وآت بجنود ومخرج محمداً وأصحابه من المدينة، فبنوا مسجد الضرار إلى جانب مسجد قباء، وقالوا للنبي: بنينا مسجدا لذي العلة والحاجة والليلة المطيرة والشاتية، ونحن نحب أن تصلي لنا فيه وتدعو لنا بالبركة، فقال الرسول: إني على جناح سفر وحال شغل وإذا قدمنا إن شاء الله صلينا فيه، فلما انتهى من غزوة تبوك سألوه إتيان المسجد، فنزل الآية، فدعا الرسول بمالك بن الذخشم ومعن بن عدي وعامر بن السكن ووحشي بن حرب قاتل حمزة بن عبد المطلب فقال لهم: انطلقوا إلى هذا المسجد الظالم أهله فاهدموه واحرقوه، ففعلوا وأمر أن يجعل مكانه كناسة تلقى فيها الجيف والقمامة.
أما المراد بمسجد أسس على التقوى، فهو إما أن يكون مسجد قباء الذي بناه الرسول في طريق هجرته إلى المدينة، فقد نزل هناك وأسس هذا المسجد وكان هذا أول مسجد أسس في الإسلام، وإما أن يكون مسجد الرسول نفسه (المسجد النبوي)، فهو أيضا أسس على التقوى من أول يوم، وقد صرح بأن المقصود بمسجد أسس على التقوى مسجد قباء جماعة من السلف الصالح، منهم ما رواه علي بن أبي طلحة عن عبد الله بن عباس، وما رواه عبد الرزاق عن معمر عن محمد بن مسلم الزهري عن عروة بن الزبير، وما قاله عطية العوفي وعبد الرحمن بن زيد بن أسلم والشعبي والحسن البصري، وما نقله البغوي عن سعيد بن جبير وقتادة بن دعامة.

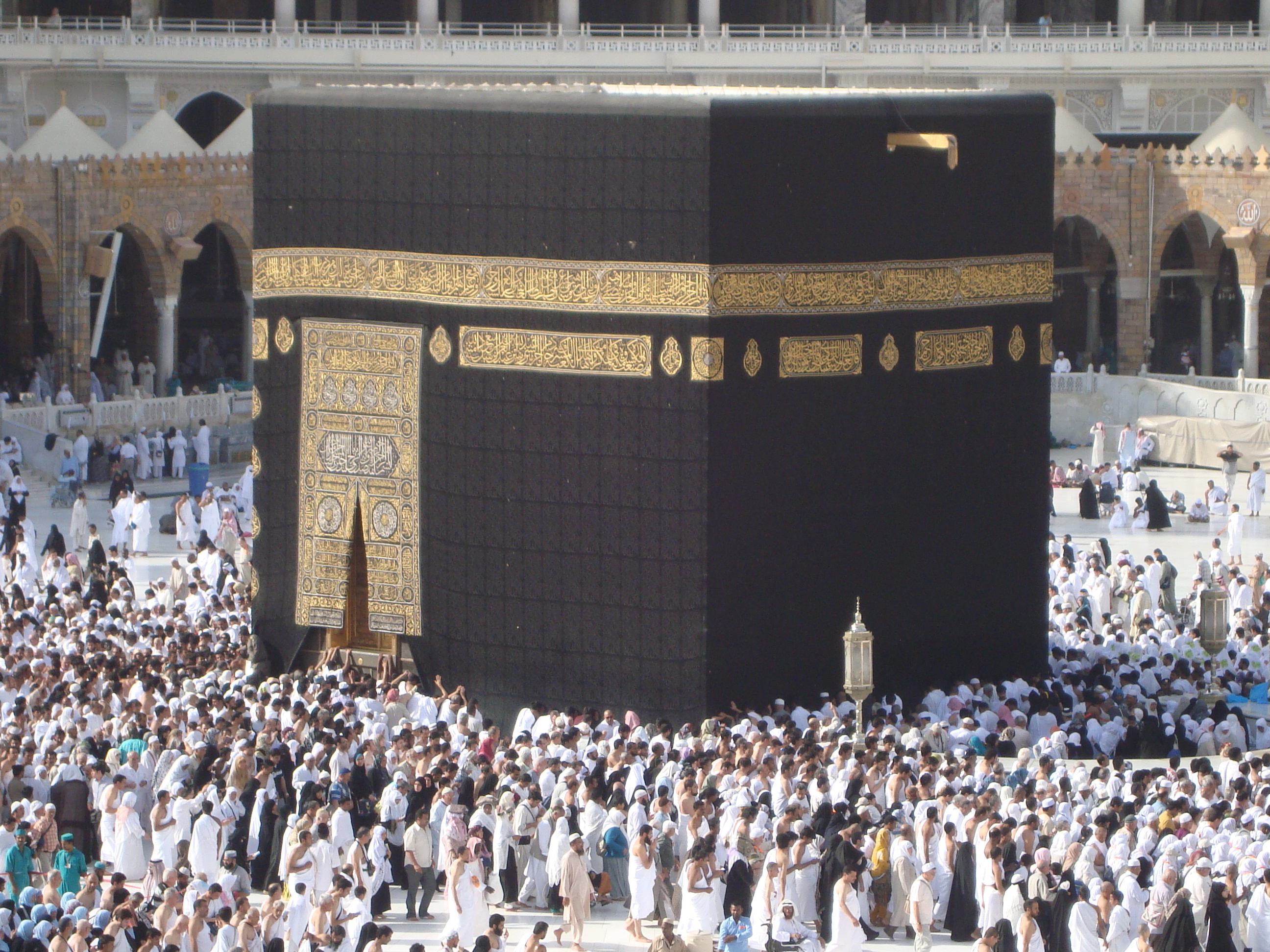
الكعبة المشرفة.

### تحول أهل قباء إلى الكعبة المشرفة
روي في صحيح البخاري وصحيح مسلم من حديث عبد الله بن عمر بن الخطاب: بينما الناس بقباء في صلاة الصبح إذ جاءهم آت، فقال إن رسول الله قد أنزل عليه الليلة قرآن، وقد أمر أن يستقبل الكعبة فاستقبلوها، وكان وجوههم إلى الشام فاستداروا إلى الكعبة، والكيفية التي تحول بها أهل قباء في أثناء صلاتهم قد صورها ابن حجر في كتابه فتح الباري شرح صحيح البخاري قال: وتصويره أن الإمام تحول من مكانه في مقدم المسجد إلى مؤخر المسجد، لأن من استقبل الكعبة استدبر بيت المقدس، وهو لو دار كما في مكانه لم يكن خلفه مكان يسع الصفوف، ولما تحول الإمام تحولت الرجال حتى صاروا خلفه، وتحولت النساء حتى صرن خلف الرجال، وهذا يستدعي عملاً كثيراً في الصلاة، فيحتمل أن يكون ذلك وقع قبل تحريم العمل الكثير، كما كان قبل تحريم الكلام، ويحتمل أن يكون اغتفر العمل المذكور من أجل المصلحة المذكورة، أو لم تتوالَ الخُطا عند التحويل، بل وقعت مفرَّقة.

### بداية التاريخ الهجري
" قال ياقوت الحموي: كان تأسيس مسجد قباء في أول يوم من حلول الرسول صلى الله عليه وسلم دار هجرته، وهو أول يوم التاريخ للهجرة المباركة ولعلم الله تعال بأن ذلك اليوم سيكون أول يوم من التاريخ، سماه أول يوم أرخ فيه في قول بعض الفضلاء.
قال الفيروز آبادي: وفي قوله سبحانه ( من أول يوم) وقد علم أنه ليس أول الأيام كلها، ولا إضافة إلى شيء من اللفظ الظاهر، فيه من الفقه صحة ما اتفق عليه الصحابة مع عمر رضي الله عنه، حين شاورهم في التاريخ، فاتفق رأيهم أن يكون تاريخهم من عام الهجرة، لأنه الوقت الذي عز فيه الإسلام، والحين الذي أمن فيه النبي صلى الله عليه وسلم وأسس المساجد كما يحب. فوافق رأيهم هذا ظاهر التنزيل. وفهمنا الآن بفعلهم أن قوله سبحان (من أول يوم) أن ذلك اليوم هو أول يوم التاريخ الذي يؤرخ به الآن. فإن كان أصحاب رسول الله صلى الله عليه وسلم أخذوا هذا من الآية فهو الظن بهم وبإفهامهم لأنهم أعلم الناس بتأويل كتاب الله وأفهمهم بما في القرآن من إشارات إفصاح وإن كان ذلك منهم عن رأي واجتهاد فقد علم الله ذلك منهم قبل أن يكون، وأشار إلى صحته قبل أن يقع. إذ لا يعقل قول القائل: فعلته أول يوم إلا بالإضافة إلى عام معلوم أو شهر معلوم أو القرائن الدالة على غيره من قرينة لفظ أو قرينة حال فتدبره ففيه معتبر لمن ادَّكر. وعلم لمن رأى بعين فؤاده واستبصر، والحمد لله".

## فضل مسجد قباء

### في السُّنَّة
ثبت عن النبي أنه كان يزور قباء كل سبت راكباً وماشياً، وقال: من تطهر في بيته ثم أتى مسجد قباء فصلى فيه ركعتين كان كعمرة، وهذا الفضل ذكر لمن يتطهر في بيته ويخرج قاصدا للصلاة في قباء يحصل له هذا الأجر، أما من صلى فيه كالعادة بغير قصد من بيته فله أجر وله خير عظيم لكن لا يتوفر فيه الشرط المذكور، وإنما يحصل هذا لمن تطهر في بيته وخرج من بيته قاصداً للصلاة في مسجد قباء، أما الصلاة فيه من غير قصد من البيت بل مر وصلى به، أو كان من جيرانه وصلى فيه الفروض فيرجى فيه الخير والأجر، لكن لا يتوفر فيه ما قاله النبي بالشروط التي قالها. وقال أبو العلا محمد عبد الرحمن بن عبد الرحيم المباركفوري (المتوفى: 1353 هـ) في كتابه تحفة الأحوذي بشرح جامع الترمذي في شرح حديث الصلاة في قباء كعمرة: أي الصلاة الواحدة فيه يعدل ثوابها ثواب عمرة، وهذا عام في الفرض والنفل.
وقد وردت أحاديث صحيحة عن مسجد قباء وفضله:

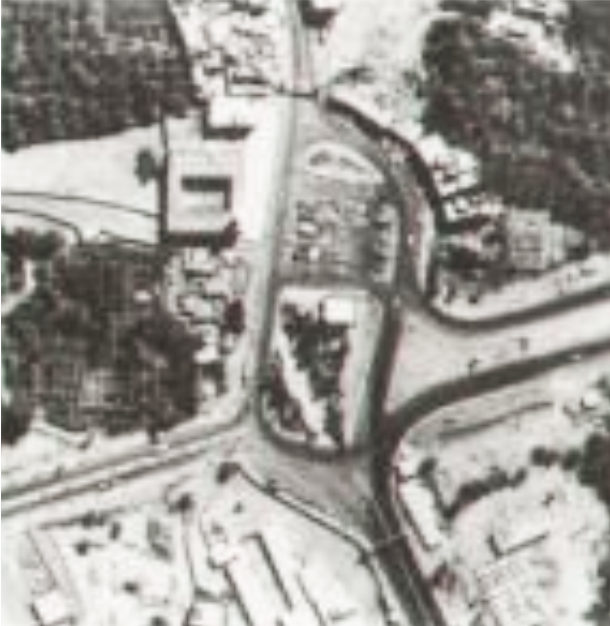
صورة لمسجد قباء من الأعلى، التقطت في منتصف السبعينيات الميلادية.

- روى ابن خزيمة في صحيحه صحيح ابن خزيمة عن زيد بن أرقم أن رسول الله خرج على قوم وهم يصلون الضحى في مسجد قباء حين أشرقت الشمس، فقال رسول الله: صلاة الأوَّابين إذا رَمَضَت الفِصال.[30]
- روى البخاري في صحيح البخاري أن عبد الله بن عمر بن الخطاب كان لا يصلي من الضحى إلا في يومين يوم يقدم بمكة، فإنه كان يقدمها ضحى فيطوف بالبيت ثم يصلي ركعتين خلف المقام، ويوم يأتي مسجد قباء فإنه كان يأتيه كل سبت، فإذا دخل المسجد كره أن يخرج منه حتى يصلي فيه، قال وكان يحدث: أن رسول الله كان يزوره راكبا وماشيا.[30]
- عن أبي هريرة قال: قال رسول الله: نزلت هذه الآية في أهل قباء (فيه رجال يحبون أن يتطهروا والله يحب المطهرين) قال: كانوا يستنجون بالماء فنزلت هذه الآية فيهم.[31]
- عن عبد الله بن قيس بن مخرمة قال: أقبلت من مسجد بني عمرو بن عوف بقباء على بغلة لي قد صليت فيه، فلقيت عبد الله بن عمر بن الخطاب ماشيا، فلما رأيته نزلت عن بغلتي ثم قلت: اركب أي عم، قال: أي ابن أخي لو أردت أن أركب الدواب لركبت، ولكني رأيت رسول الله يمشي إلى هذا المسجد حتى يأتي فيصلي فيه، فأنا أحب أن أمشي إليه كما رأيته يمشي، قال: فأبى أن يركب ومضى على وجهه.[31]
- عن داود بن إسماعيل الأنصاري قال: شهد عبد الله بن عمر بن الخطاب جنازة بالأوساط في دار سعد بن عبادة، فأقبل ماشيًا إلى بني عمرو بن عوف بفناء بني الحارث بن الخزرج، فقيل له: أين تؤم يا أبا عبد الرحمن، قال: أؤم هذا المسجد في بني عمرو بن عوف فإني سمعت رسول الله يقول: من صلى فيه كان كعدل عمرة.[31]
- عن عبد الله بن عمر بن الخطاب قال: كان النبي يأتي مسجد قباء كل سبت ماشيا وراكبا وكان عبد الله بن عمر يفعله.[31]
- روى البخاري في صحيح البخاري عن عبد الله بن عمر بن الخطاب قال: كان النبي يأتي مسجد قباء كل سبت ماشيا وراكبا، وكان عبد الله بن عمر يفعله.[32]
- روى ابن أبي شيبة في مصنف ابن أبي شيبة حدثنا ابن نمير عن موسى بن عبيدة قال أخبرني يوسف بن طهمان عن أبي إمامة بن سهل بن حنيف عن أبيه أبو أمامة سهل بن حنيف قال: قال رسول الله: من توضَّأ فأحسن وُضوءَه ثم جاء مسجد قباء فركع فيه أربع ركعات كان ذلك كعدل عمرة.[33]

#### أقوال الصحابة
جاء عن الصحابة ما يدل على اهتمامهم بالصلاة في مسجد قباء والحث عليها، ومنها:
- روى عمر بن شبة في تاريخ المدينة عن عائشة بنت سعد بن أبي وقاص قالت: سمعت أبي يقول: لأن أصلي في مسجد قباء ركعتين أحب إلى من أن آتي بيت المقدس مرتين، لو يعلمون ما في قباء لضربوا إليه أكباد الإبل.[34]
- روى عبد الرزاق الصنعاني في مصنف عبد الرزاق عن عمر بن الخطاب أنه قال: لو كان مسجد قباء في آفاق لضربنا إليه أكباد المطي.[34]

## أئمة المسجد
تعاقب على الإمامة والخطابة في مسجد قباء عدد من القراء والخطباء:
- سليمان الرحيلي.[37]
- محمد عابد بن محمد كامل بن إلياس الحافظ السندي.
- محمد أيوب.
- عماد بن زهير حافظ.
- محمد بن عبد الله زربان الغامدي.
- محمد خليل القارئ.
- محمود خليل القارئ.
- أحمد الحذيفي.
- صالح المغامسي.
- إبراهيم بن عبد العزيز الجهني.[38]
- محمد بن بخيت الحجيلي.[39]

## وصلات خارجية
- إسلام ويب: فضل زيارة مسجد قباء والصلاة فيه
- أماكن ثلاثية الأبعاد: جولة افتراضية في مسجد قباء